# Ръшновска крепост
Ръшновска крепост (на румънски: Cetatea Râşnov; на немски: Bauernburg Rosenau) се намира на каменист хълм в Карпатите, 200 м над град Ръшнов, Румъния. Намира се на около 15 км югоизточно от Брашов и на приблизително същото разстояние от замъка Бран. Край крепостта минава прохода Рукър-Бран, важен пътен възел между Влашко и Трансилвания. Изгледът от замъка е величествен.

## История
Сасите започват да се заселват в Трансилвания през XI век. Те основават град Ръшнов (Розенау) през 1225 г. По време на първото татарско нашествие през 1241 г. Тевтонския орден строи множество крепости в региона за защита на населението. Сред тях е Ръшновската крепост. Разликата ѝ от другите е, че е замислена като убежище на селяните при обсада. Поради това в нея има поне 30 къщи, училище, параклис и други сгради, типични за селата.
Крепостта е упомената за първи път през 1331 г., а когато татарите нахлуват отново през 1335 г., тя е достатъчно здрава да им се упре. Разделена е на горно и долно ниво, с многоъгълни стени, високи на някои места до 5 м. Източната част на крепостта е най-добре укрепена, като там и на северозападната страна има два реда стени. Защитите включват още 9 кули, 2 бастиона и подвижен мост. По времето на борбата между Хабсбургите и Османската империя за контрол над Трансилвания, оръжията се складират в отбранителните коридори (машикули) на стените.
През март 1612 г. крепостта е обсадена от Габриел Батори, княз на Трансилвания, и се предава през април, след като обсадителите намират тайна пътека към водоизточника ѝ. Армията на Батори се разполагат в крепостта и отблъскват да опита за възвръщане от обединената войска на градовете Ръшнов и Брашов. Следващата година е платен откуп, след което войската на Батори напуска Ръшновската крепост.
След като местоположението на водния ѝ запас вече не се пази в тайна, се задълбочава нуждата за построяване на кладенец в крепостта. Тъй като тя се намира върху калцитна планина, изкопаването на кладенец означава 146-метров пробив в твърда скала. Работата по кладенеца започва през 1623 г. и продължава 17 години. Работата е извършена от двама турски пленници, на които е обещано, че ще бъдат освободен, когато свършат. Според местната легенда обаче те са убити впоследствие. Кладенецът увеличава сигурността, тъй като вече не се налага хората да излизат крепостта по време на обсада, за да попълнят запасите си с вода. Той се използва до 1850 г., когато роданът се счупва.
Последната обсада на Ръшновската крепост е през 1690 г. по време на турското нашествие в Трансилвания. Унищожена е от пожар през 1718 г. и е построена наново следващата година. Големи щети нанася и земетресение през 1802 г. През революцията от 1848 г. крепостта е използвана като отбранителна позиция и убежище, като оттогава е изоставена. Тече реставрация.
Когато през 1970-те години румънският комунистически лидер Николае Чаушеску лансира Влад Цепеш като национален герой на Румъния. Край крепостта е изграден тематичен парк за живота му.

## Галерия
- Ръшновската крепост
- Изглед към крепостта и надписа тип „Холивуд“
- Вътрешността на крепостта
- Ръшновският музей
- Стълбището
- Изглед към крепостта
- Дворът на крепостта
- Кладенецът
- Изглед от крепостта
- Ръшновската крепост